# Pseudolais pleurotaenia
Pseudolais pleurotaenia ist eine Fischart aus der Gattung Pseudolais innerhalb der Familie der Haiwelse. Die Art kommt in den Flusssystemen des Mae Nam Chao Phraya, Mae Nam Mae Klong, Mae Nam Tapi und Mekong in Thailand, Kambodscha, Laos und Vietnam vor und spielt eine geringe Rolle in der kommerziellen Fischerei.

## Merkmale
Pseudolais pleurotaenia erreicht eine Körperlänge von 30 bis 35 cm. Seine Augen sind groß. Das Abdomen ist auf der gesamten Länge von der Kehle bis zur Afterflosse gekielt. Auf den Flanken verlaufen zwei Streifen, entlang der Seitenlinie und darunter, die an der Basis der Brustflossen entspringen. Die Schwanzflosse weist meist einen deutlichen Streifen je Lappen auf. Die Rückenflosse liegt relativ weit vorne am Körper und weist einen, deutlich gezähnten Hart- und sieben Weichstrahlen auf. Die Bauchflossen sind klein, die Afterflosse ist langgezogen und besitzt 39 bis 46 Strahlen. Die Art hat an jeder Seite des Gaumenbeins ein ovales Feld Zähne. Der erste Bogen der Kiemenreuse trägt 14 bis 18 Strahlen.

## Lebensweise
Die Art besiedelt schnell- und langsamfließende Stellen von Haupt- und Nebenflüssen. Sie ernährt sich von Insekten und Pflanzenmaterial. Laich wird im Mekong ganzjährig gefunden.

## Weblink
- Pseudolais pleurotaenia in der Roten Liste gefährdeter Arten der IUCN 2013.2. Eingestellt von: Vidthayanon, C., 2011. Abgerufen am 10. Januar 2014.